# Fußballnationalmannschaft der Turks- und Caicosinseln
Die Fußballnationalmannschaft der Turks- und Caicosinseln ist die Fußballnationalmannschaft des britischen Überseegebietes der Turks- und Caicosinseln.
Siege konnte das Überseegebiet bisher nur selten feiern, in der gesamten Verbandsgeschichte gelang dies bisher dreimal. In der FIFA-Weltrangliste stehen die Turks- und Caicosinseln daher traditionell im unteren Tabellenviertel, momentan (Juni 2018) belegt man den letzten der möglichen Plätze (Platz 206), in den Elo Ratings belegt man den 218. von 234 möglichen Plätzen. Mit Gavin Glinton und Billy Forbes konnten die Turks- und Caicosinseln überhaupt erst zwei Profifußballer hervorbringen. Sie zählt zu den schwächsten Teams des Kontinentalverbandes CONCACAF. Bisher ist es der Mannschaft noch nicht gelungen, sich für den CONCACAF Gold Cup oder die Fußball-Weltmeisterschaft zu qualifizieren.

## Geschichte
Die ersten Pflichtspiele der Nationalmannschaft der Turks- und Caicosinseln fanden im Rahmen der Qualifikation zum CONCACAF Gold Cup 2000 statt. Das Team musste in der Gruppe 1 gegen die Nationalmannschaften der Bahamas und der Amerikanischen Jungferninseln antreten. In Nassau verlor man das Auftaktmatch gegen die Bahamas mit 0:3, zwei Tage später reichte es nur zu einem 2:2-Unentschieden gegen die Amerikanischen Jungferninseln, was den letzten Tabellenplatz in der Gruppe und damit das Ausscheiden bedeutete. Die Qualifikation zur Fußball-Weltmeisterschaft 2002 in Südkorea und Japan begann für die Turks- und Caicosinseln am 18. März 2000 mit einer 0:8-Niederlage gegen St. Kitts und Nevis. Das zweite Spiel in der Gruppe 2 am 21. März ging wiederum mit 0:6 gegen St. Kitts und Nevis verloren. Damit waren die Turks- und Caicosinseln bereits nach zwei Spielen ausgeschieden, ohne auch nur ein Tor erzielt zu haben.
Für die Fußball-Weltmeisterschaft 2006 in Deutschland konnte sich die Nationalmannschaft ebenfalls nicht qualifizieren. In der ersten Runde der Karibikzone unterlag man der Auswahl Haitis mit 0:5 und 0:2 in Miami vor jeweils 3.000 Zuschauern. Nachdem man an den CONCACAF Gold Cup-Turnieren 2002, 2003 und 2005 nicht teilgenommen hatte, trat die Nationalmannschaft zum CONCACAF Gold Cup 2007 in der Gruppe E der Qualifikation gegen Kuba, die Bahamas und die Kaimaninseln an. Gegen Kuba verlor die Auswahl in Havanna mit 0:6. Am 4. September 2006 konnte die Nationalmannschaft der Turks- und Caicosinseln schließlich den ersten Länderspielsieg ihrer Geschichte feiern: Man besiegte die Kaimaninseln mit 2:0. Das letzte Gruppenspiel gegen die Bahamas ging jedoch mit 2:3 verloren, was den dritten Tabellenrang und das Aus in der Qualifikation zur Folge hatte.
Im Rahmen der Qualifikation zur Fußball-Weltmeisterschaft 2010 in Südafrika traf das Team in der ersten Runde der CONCACAF-Zone auf die Nationalmannschaft von St. Lucia. Das Hinspiel am 6. Februar 2008 in Providenciales (Turks- und Caicosinseln) gewannen die Turks- und Caicosinseln mit 2:1. Torschützen für das Land waren David Lowery und Gavin Glinton. Das Rückspiel am 26. März 2008 wurde jedoch mit 2:0 verloren. Daher schied die Mannschaft in der Qualifikation aus. In der ersten CONCACAF-Vorrunde zur WM-Qualifikation für das Turnier in Brasilien 2014 traf man auf die Bahamas und schied nach zwei klaren Niederlagen aus.

## Turniere

### Weltmeisterschaft
- 1930 bis 1998 – nicht teilgenommen
- 2002 – Die Qualifikation zur Fußball-Weltmeisterschaft 2002 in Südkorea und Japan begann für die Turks- und Caicosinseln am 18. März 2000 mit einer 0:8-Niederlage gegen St. Kitts und Nevis. Das zweite Spiel in der Karibikzone 2 am 21. März ging wiederum mit 0:6 gegen St. Kitts und Nevis verloren. Damit waren die Turks- und Caicosinseln bereits nach zwei Spielen ausgeschieden, ohne auch nur ein Tor erzielt zu haben.
- 2006 – Für die Fußball-Weltmeisterschaft 2006 in Deutschland konnte sich die Nationalmannschaft ebenfalls nicht qualifizieren. In der ersten Runde der Karibikzone unterlag man der Auswahl Haitis mit 0:5 und 0:2 in Miami vor jeweils 3.000 Zuschauern.
- 2010 – Im Rahmen der Qualifikation zur Fußball-Weltmeisterschaft 2010 in Südafrika traf das Team in der ersten Runde der CONCACAF-Zone auf die Nationalmannschaft von St. Lucia. Das Hinspiel am 6. Februar 2008 in Providenciales (Turks- und Caicosinseln) gewannen die Turks- und Caicosinseln mit 2:1. Torschützen für das Land waren David Lowery und Gavin Glinton. Das Rückspiel am 26. März 2008 wurde jedoch mit 2:0 verloren. Daher schied die Mannschaft in der Qualifikation aus.
- 2014 – In der ersten CONCACAF-Vorrunde zur WM-Qualifikation für das Turnier in Brasilien 2014 traf man auf die Bahamas und schied nach zwei klaren Niederlagen mit 0:4 und 0:6 aus.
- 2018 – In der Qualifikation zur WM 2018 in Russland schied die Mannschaft in der ersten Runde im März 2015 mit 2:6 und 2:6 gegen die Mannschaft von St. Kitts und Nevis aus.
- 2022 –  In der Qualifikation traf die Mannschaft in der ersten Runde auf Belize, Haiti, Nicaragua sowie St. Lucia, das sich aber im März 2021 zurückzog. Mit drei Niederlagen schied die Mannschaft aus.
- 2026 – In der Qualifikation zur WM 2026 traf die Mannschaft im März 2024 in der ersten Runde auf Anguilla. Nach einem 0:1 im Hinspiel und einem 1:1 nach Verlängerung im Rückspiel wurde im Elfmeterschießen mit 3:4 verloren und damit die nächste Runde verpasst.

### CONCACAF Gold Cup
- 1991 bis 1998 – nicht teilgenommen
- 2000 – nicht qualifiziert
- 2002 und 2003 – nicht teilgenommen
- 2005 – zurückgezogen
- 2007 – nicht qualifiziert
- 2009 bis 2013 – nicht teilgenommen
- 2015 bis 2025 – nicht qualifiziert

### Karibikmeisterschaft
- 1989 bis 1998 – nicht teilgenommen
- 1999 – nicht qualifiziert
- 2001 – nicht teilgenommen
- 2005 – zurückgezogen
- 2007 – nicht qualifiziert
- 2008 – nicht teilgenommen
- 2010 bis 2012 – nicht teilgenommen
- 2014 – nicht qualifiziert
- 2017 – nicht teilgenommen

## Trainer
- Gino Pacitto (1999–2000)
- Paul Crosbie (2004)
- Charles Cook (2006)
- Matthew Green (2006–2008)
- Steve Kendrew (2014)
- Oliver Smith (2015–2017)
- Craig Harrington (2018)
- Matthew Barnes (2018–2019)
- Omar Edwards (2019–2022)
- Keith Jeffrey (seit 2022)